# Дифеноконазол
Дифеноконазол (C19H17Cl2N3O3) — пестицид, системный фунгицид и протравитель семян из класса производных триазола.
Триазолы заменили бензимидазолы и стали самыми продаваемыми фунгицидами с уникальным механизмом действия и широким спектром действия. С тех пор как первый фунгицид из группы триазолов – триадимефон от компании Bayer – начал продаваться в 1970-х годах, около 40 различных производных триазола были коммерциализированы агрохимическими компаниями. Среди них них наиболее популярными действующими веществами стали тебуконазол, эпоксиконазол и дифеноконазол.
Зарегистрированные препараты на основе дифеноконазола разрешены к применению в сельском и личном подсобном хозяйствах против болезней яблони, груши (парша, мучнистая роса), свеклы сахарной и кормовой (церкоспороз, мучнистая роса, альтернариоз), картофеля, томата открытого грунта (альтернариоз), цветочных растений (мучнистая роса, серая гниль) и др. Применяется в России в качестве составного компонента комбинированных протравителей для предпосевной обработки семян сахарной свеклы, зерновых колосовых культур и рапса при норме расхода 45 - 60 г д.в./т семян, а также используется для обработки вегетирующих растений сахарной и столовой свеклы, картофеля, моркови и рапса, яблоневых и грушевых садов с нормой расхода до 100 г д.в./га.
Вещество  устойчиво  к гидролизу и фотолизу (при естественном солнечном свете DT=145 дней). Хорошо растворим в большинстве органических растворителей. Быстро сорбируется почвой и медленно разрушается. Стабилен до 300 °C. Препаративная форма: 3—9,2% — концентрат суспензии, 15—25% — концентрат эмульсии.

## Действие на вредные организмы
Все производные триазола ингибируют один фермент – С14-деметилазу, выполняющую ключевую роль в биосинтезе стеролов. Стеролы, в свою очередь, являются структурными компонентами и обеспечивают правильное развитие и функционирование клеточных стенок и мембран грибных клеток. Таким образом, триазолы, проникая в фитопатогенные грибы, вызывают нарушение их роста что, в конечном счете, приводит к их гибели. Различные производные триазола могут воздействовать на разные части биосинтеза стеролов. Благодаря этому, существуют определенные различия в спектре активности различных триазолов. Триазолы не оказывают фунгицидного действия на прорастающие споры грибов, поскольку споры содержат достаточное количество стеролов для формирования проростковой гифы. Некоторые споры содержат достаточное количество стерола даже для образования инфекционных структур. В этих случаях триазолы не способны противодействовать проникновению инфекции в ткани растения. 
Триазолы могут применяться для профилактических обработок или для обработок на ранних фазах развития болезни. Некоторые производные триазолов способны ингибировать спорообразование и, таким образом, помогают ослабить распространение болезни. Однако, в большинстве случаев, если фитопатогены уже приступили к образованию спор на зараженных растениях, триазольные фунгициды окажутся неэффективными.
При опрыскивании действующие вещества быстро проникают в лист и активно распространяются по нему. Исследования показали, что три капли меченного производного триазола, нанесенные на тройчатый лист сои, распространяются по всему листу в течение одного дня. Однако, необходимо знать, что триазолы не всегда способны перемещаться из одного листа в другой и из одной части растения в другую. Они также не способны передвигаться вниз по растению по флоэме. Большинство производных триазола имеют защитный период около 14 дней. 
В связи с тем, что все триазолы ингибируют лишь один специфический фермент (С14-деметилазу), у фитопатоганов возможно возникновение устойчивости к ним. Некоторые производные триазола полностью исчезли с рынка пестицидов именно из-за этого явления. Чтобы избежать возникновения устойчивости патогенов необходимо соблюдать следующие рекомендации:

- Избегать повторных обработок триазолами без использования фунгицидов с другими механизмами действия, особенно в случае сильного распространения болезни и против болезней с коротким циклом репродуктивного развития (такие как ржавчина).
- Когда многократные обработки необходимы, следует чередовать обработки триазолами с фунгицидами других механизмов действия или использовать их баковые смеси.
- Следует применять производные триазола согласно инструкции производителя – против отмеченных в инструкции болезней и в указанные фазы развития культур.
- Если возможно, желательно применять триазолы в наиболее ранние фазы жизненного цикла фитопатогенов. Так как некоторые триазолы обладают высокой эффективностью именно на ранних стадиях развития болезни, не следует полагаться на обработки в более поздние сроки.
- Сокращение норм расхода препаратов существенно ускоряет развитие устойчивости фитопатогенов и является недопустимым приемом сокращения издержек[1].

Действие дифеноконазола не зависит от погодных условий, но при температурах 12 °C и ниже эффективность препарата снижается. Продолжительность действия препарата, используемого с профилактической целью против парши и мучнистой росы — 6—7 дней, с лечебной — 4—5 дней. Используется также против широкого круга патогенов из классов аскомицетов, базидиомицетов, дейтеромицетов. Кроме защитного действия, препарат положительно влияет на растение (увеличивает площадь листовой пластинки, длину побега и его облиственность в 1,2—1,6 раза).
Дифеноконазол превосходит большинство препаратов по спектру действия на фитопатогенов, не обладает побочным ретардантным действием на всходы и исключает их изреженность. Поглощение действующего вещества семенами и ростками происходит постепенно, фунгицидная активность препарата стабильна в течение наиболее уязвимых фаз развития растений в начале вегетационного периода.
Обладает специфичной активностью против мучнистой росы, парши яблони и болезней косточковых, а также против головневых, корневых гнилей и плесневения семян.

## Механизм действия
Дифеноконазол проникает в ткани растения, полностью ингибирует рост субкутикулярного мицелия, снижает уровень спороношения патогена.

## Токсичность
Препараты на основе дифеноконазола относятся к 3 классу опасности для человека и 3 классу опасности для пчёл. Допустимая суточная доза (или ДСД) для человека: 0,01 мг/кг массы тела человека.
Препараты на основе дифеноконазола для теплокровных малотоксичны. Не раздражают кожу и слизистые глаз. Не токсичен для птиц, дождевых червей. Малотоксичен для рыб.
При изучении динамики содержания препарата в плодах яблони установлено, что после четырёх обработок фунгицидом в день обработки (через 5 часов) было обнаружено 1,85—2,06 мг/кг дифеноконазола, на 7 день — 0,52—0,54 мг/кг, на 14 день — 0,06—0,08 мг/кг (ниже максимально допустимого уровня на 20—40 %). На 28 день после 4-х обработок в исследуемых пробах остатки препарата были обнаружены в количестве 0,005 мг/кг (МДУ 0,1 мг/кг). При съёме урожая остаточные количества ксенобиотика не обнаружены.
Изучение особенностей динамики токсиканта показало, что в первые два года обработок препарата «Скор» на основе дифеноконазола его остаточные количества в почве не были отмечены уже через три дня. Через три года аналогичной системы защиты сада остаточные количества препарата (не превышающие ориентировочно-допустимые концентрации (ОДК)) присутствовали в течение 14 дней. При дальнейшем изучении период полного распада увеличивался до 21—24 дней после последней четвёртой обработки. Через 6 лет остаточные количества препарата в виде «следов» присутствовали на поверхности почвы до съёма урожая, то есть всю вегетацию.

Шесть лет непрерывного применения препарата на одном участке способствовали его накоплению и миграции по горизонтам почвы до глубины 60 см. На участках, где ежегодно идет чередование препаратов, остатки Скора находятся в поверхностном слое почвы только в период его использования.
Увеличение кратности обработок способствовало увеличению содержания дифеноконазола в почве в первые дни после обработок. По окончании срока ожидания его остатки составили 0,02 мг/кг, что в 5 раз ниже ОДК.